# Fursî, Bila Țerkva
Fursî (în ucraineană Фурси) este localitatea de reședință a comunei Fursî din raionul Bila Țerkva, regiunea Kiev, Ucraina.

## Demografie
Componența lingvistică a localității Fursî
     Ucraineană (94,29%)
     Rusă (5,34%)
     Alte limbi (0,21%)
Conform recensământului din 2001, majoritatea populației localității Fursî era vorbitoare de ucraineană (94,29%), existând în minoritate și vorbitori de rusă (5,34%).